# BCJRアルゴリズム
BCJRアルゴリズムとは、誤り検出訂正（主に畳み込み符号）の事後確率最大化復号のアルゴリズムである。名称は発明者である Bahl、Cocke、Jelinek、Raviv のイニシャルに由来する。ターボ符号や低密度パリティ検査符号のような反復的復号を行う誤り訂正符号で重要となっている。